# Brussels Livestock Show
Brussels Livestock Show is de operationele benaming van de vzw Algemene Veeprijskampen. Deze overkoepelt de in België erkende fokkerijverenigingen (vleesvee, melkvee, paarden, kleine herkauwers, varkens en neerhofdieren) en organiseert sinds 1960 het veeteeltgebeuren op tweejaarlijkse landbouwbeurs Agribex in Brussel.

## Eerste landbouwsalon in 1909
In het voorjaar van 1909 coördineerde de kersverse 'Maatschappij van Landbouwwerktuigkunde en Landbouwnijverheden' de allereerste 'Tentoonstelling van Landbouw- en Melkerijmachines' in Brussel. Een honderdtal constructeurs tekenden present en een 5000 bezoekers zakten af naar deze eerste editie.
Het Brusselse landbouwsalon was daarmee vanaf de start een succes. Hoewel ze door de jaren heen veel vormen en benamingen zou kennen, bleven de dieren en veeprijskampen steeds een vaste waarde. In de beginjaren waren ze zelfs de ware publiekstrekkers voor de beurs en centraal terug te vinden op de Heyzel, in paleis 5.

## Glorierijke jaren 50
In 1959 besliste het toenmalige federale ministerie van landbouw dat de veeteelt een prominente en professioneel georganiseerde plaats moest krijgen op het 'landbouwsalon'. Daartoe werd onder impuls en toezicht van het ministerie, de vzw 'Vereniging voor de Inrichting van de Algemene Veeprijskampen' opgericht met als leden de toenmalige, in België erkende, veeteeltverenigingen.
De federale overheid bespaarde in deze periode kosten noch moeite om de Belgische fokkerij te laten schitteren. Zo werden er twee volledige Heyzelpaleizen gehuurd bij de federatie Ugexpo, beter gekend onder de huidige benaming Fedagrim. In die paleizen werden alle Belgische stamboekdieren gepresenteerd. De prijskampinfrastructuur was voor die tijdsperiode uniek in Europa.
De rol van de vzw werd later verder uitgebreid door in Schaarbeek een gebouw aan te kopen dat moest fungeren als centraal secretariaat en gezamenlijk onderkomen van de veeteeltverenigingen. De dagelijkse leiding van de vzw was in handen van enkele toegewijde federale ambtenaren.

## Regionalisering
Na de glorierijke periode aan het einde van de 20ste eeuw, kreeg de vertegenwoordiging van het Belgische veeteeltgebeuren minder goed nieuws te verwerken met de regionalisering van het federale ministerie van landbouw. Door deze regionalisering, werd het budget dat jaarlijks naar de vzw Algemene Veeprijskampen ging, verdeeld onder de verschillende Belgische regio's. De federale ambtenaar werd bovendien een regionale ambtenaar die geen federale rol meer toebedeeld kreeg.
Dit had tot gevolg dat - na een overgangseditie in 2004 - het veeteeltgebeuren op het Brusselse landbouwsalen voortaan zonder overheidssteun georganiseerd moest worden. De leden, die intussen uit de regionale veeteeltverenigingen bestonden, moesten zelf het heft in handen nemen om de aanwezigheid van dieren op Agribex te garanderen. De kosten voor infrastructuur en organisatie werden door de organisatie noodgedwongen gesaneerd. Fedagrim snelde te hulp door gratis oppervlakte ter beschikking te stellen.

## Belgisch veeteeltgebeuren in een hedendaags jasje
Het werd voor de organisatie snel duidelijk dat Brussels Livestock Show voortaan op zoek moest gaan naar nieuwe manieren om de veeprijskampen te kunnen blijven financieren. De VZW koos er daarom voor om de laatste jaren in te zetten op inhoudelijke vernieuwing. Voorbeelden van nieuwe initiatieven die de afgelopen jaren op poten gezet werden, zijn onder andere de Farm Web Awards, het Brussels Holstein Showmanship en het European Livestock Forum.
Anno 2017 overkoepelde 'Brussels Livestock Show' het volledige veeteeltgebeuren, inclusief genetica en toelevering door de blijvende steun van Fedagrim. Ondanks wisselend succes, blijft het initiatief sinds de regionalisering echter moeilijk boven water.
Naast de lancering van opnieuw enkele nieuwe projecten in de aanloop naar de editie van 2019, gaf de organisatie in 2018 ook aan te kiezen voor een definitieve koerswijziging. De naam van de vzw werd officieel veranderd in 'Brussels Livestock Show', er werd bekeken of een modernere structuur de deuren kon openzetten voor commerciële organisaties en toeleveranciers en de administratieve zetel werd verhuisd naar de kantoren van Fedagrim.